# Wapper
De Wapper is een plein in de Belgische stad Antwerpen, gelegen tussen de Meir en de Stadsschouwburg, dat vernoemd is naar de grote waterkraan die destijds naast de Herentalse Vaart stond en die diende om drinkwater uit het kanaal te wappen (wippen). Het dankt zijn bekendheid aan de aanwezigheid van het Rubenshuis, het woonhuis van Peter Paul Rubens. Ook de schilder Alexander Adriaenssen woonde op de Wapper. Het plein werd in 1972 aangelegd.

## Geschiedenis
In 1490 werd een rui gegraven in het midden van de plaats waar nu de Wapper ligt. Deze rui, ook wel zoetwatervaart, Herentalse vaart of Nieuw Schijn geheten, zorgde voor drinkwater in Antwerpen. De Schelde was daarvoor niet bruikbaar, omdat dat water zout was door de getijdenwerking. De rui sluit aan op de Meir, oorspronkelijk een meer of moeras, en sinds de 14de eeuw drooggelegd en geplaveid of vervangen door kanalen.
Tijdens de eerste helft van de 16de eeuw begon men met de overkapping van deze rui. In 1819 was de rui volledig overkapt. Ondertussen bouwde men een huizenrij op deze overkapping, waarvan het bekendste het Geleyhuis uit 1545 was, tegen de Meir. Aan weerszijden van de huizenrij ontstonden nieuwe straten, de Wapperstraat aan de westzijde en de Rubensstraat aan de oostzijde. Tussen 1966 en 1969 werd de hele huizenrij gesloopt, waardoor de Wapper opnieuw een open ruimte werd. De reden voor de afbraak was de geplande aanleg van een brede invalsroute tussen de Ring van Antwerpen en de Meir. De baan zou zo een verlengde worden van de autosnelweg van Turnhout naar Antwerpen. In 1915 was ook al eens het idee geopperd om de Rubens- en de Wapperstraat in te ruilen voor een avenue. Deze plannen gingen uiteindelijk niet door en in 1972 werd het plein aangelegd, zoals we dat vandaag kennen.

## Bekendste gebouwen
- Rubenshuis
- Koninklijk Paleis
- Hôtel de Fraula
- Het Geleyhuis (afgebroken in 1966, ook wel "Huis Dens" genaamd naar de scheepvaartfirma die hier sinds 1900 gevestigd was)
- Rubenspaviljoen - in 1999 gebouwd door Stéphane Beel.

## Monumenten
De fontein aan de zijde van de Meir is een ontwerp van de Deense beeldhouwer Hugo Liisberg. Het is de winnende inzending voor een fontein in Silkeborg (Denemarken). Het beeldenpark Openluchtmuseum voor beeldhouwkunst Middelheim koopt in 1951 het enige andere ontwerp van deze fontein. Sinds mei 1980 vist de arend op de Wapper.
Het vredesbeeld van Hilde van Sumere wordt op 1988 ingehuldigd op de hoek van de Frankrijklei en Teniersplaats. De initiatiefnemers hadden het liever op de De Keyserlei gezien, maar dat plan wordt door de neus geboord omdat het zicht op het Centraal Station te veel belemmerd zou worden. Uiteindelijk belandt het kunstwerk, opgebouwd uit vier driehoeken, in 1993 op de Wapper.
Het droevigste lot is de componist Peter Benoit beschoren. Zijn hoofd hangt verloren aan een betonnen afscheidingsmuur. Zijn hoofd maakt deel uit van een nooit uitgevoerd zittend beeld van drie meter hoog. Door geldgebrek kon zijn geboortestad Harelbeke bij zijn herdenking in 1934 enkel het hoofd inhuldigen. Het wordt eveneens aangekocht door het openluchtmuseum Middelheim. Had Benoit het op voorhand geweten, hij had nooit zijn Rubenscantate gecomponeerd.

## Heraanleg
In de jaren 1990 lanceert architect Georges Baines het idee om de gevel van het Geleyhuis opnieuw op te bouwen, waardoor de Wapper opnieuw afgescheiden zou worden van de Meir. Dit idee wordt later opnieuw opgepikt door Reinoud Van Leemputten, hoofd van Monumenten- en Welstandszorg in Antwerpen. Hij betrekt een projectontwikkelaar in het project en zo gaat de bal aan het rollen. Achter de gevel zou een winkel gebouwd worden, aan de achterkant is eventueel ook plaats voor een brasserie of restaurant met zicht op de Wapper. In het plan is ook een toegang voorzien tot de overwelfde ruien. De volledige Wapper zou opnieuw aangelegd worden. Het plan sterft echter een stille dood na protest van café-uitbaters op de Wapper die vrezen voor hun inkomsten als hun etablissement niet meer zichtbaar zou zijn vanaf de Meir.
In 2022 zijn er opnieuw plannen voor de heraanleg van de Wapper. Het zal een klimaatrobuust plein worden met meer groen en water. Het zal verschillende functies blijven behouden zowel om te winkelen, wandelen en fietsen als voor horeca en cultuur. In 2024 werden de plannen voorgesteld voor een heraangelegde Wapper met meer groen en wandelruimte. 